# 9685 Korteweg
9685 Korteweg è un asteroide della fascia principale. Scoperto nel 1960, presenta un'orbita caratterizzata da un semiasse maggiore pari a 2,4237671 UA e da un'eccentricità di 0,1305923, inclinata di 1,27544° rispetto all'eclittica.